# Johann Samuel Ferdinand Blumröder

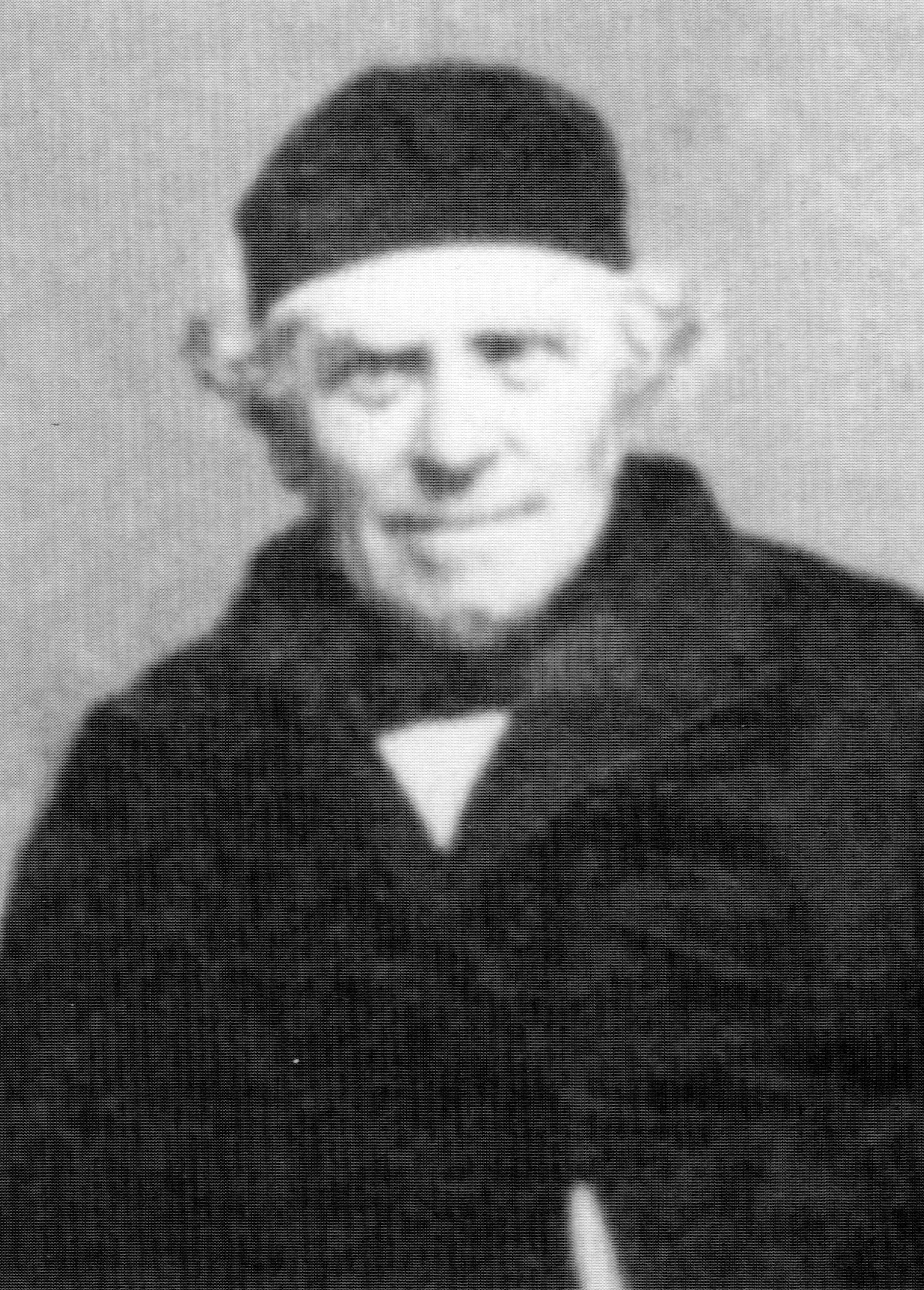
Joh. Sam. Ferdinand Blumröder (1793–1878)

Johann Samuel Ferdinand Blumröder (* 27. Juli 1793 in Gillersdorf; † 31. Oktober 1878 in Erfurt) war ein evangelisch-lutherischer Geistlicher und Politiker im Fürstentum Schwarzburg-Sondershausen.

## Leben
Johann Samuel Ferdinand Blumröder war der Sohn des Pfarrers und Konsistorialassessors Heinrich Ludwig Christian Blumröder (1745–1815) in Gillersdorf und dessen zweiter Ehefrau Johanna Helena Sophia Friederica geb. Reinhardt (1766–1817). Ferdinand Blumröder heiratete am 29. Oktober 1820 in der Thomaskirche in Leipzig Marianne Charlotte Kritz (* 26. September 1796 in Leipzig; † 19. Juli 1879 in Erfurt), die Tochter des Ober-Hofgerichts-Protonotars Christian Wilhelm Kritz.
Nach dem Besuch des Lyzeums in Arnstadt von 1806 bis 1813 und dem Studium der Theologie in Jena (1813–1814) und Leipzig (1814–1815) war er zunächst als Hauslehrer und Lehrer in verschiedenen Stellungen tätig, bevor er ab 1820 Pfarrer im schwarzburgischen Oelze und Masserberg wurde. Ab 1829 war Blumröder Pfarrer in Marlishausen mit Filiale im südlich gelegenen Hausen. Als Anerkennung seiner 50-jährigen Tätigkeit im kirchlichen Dienst wurde er im Oktober 1870 zum Konsistorialassessor ernannt. Nach seiner
Emeritierung zum 1. April 1871 zog er nach Erfurt.
Er gründete 1838 eine Kleinkinderbewahranstalt in Marlishausen und somit einen der ältesten Kindergärten in ländlichem Gebiet, der auch heute noch besteht. Diese „Verwahranstalt“ wurde durch die Gemeinde ausgestattet und erhalten; allerdings war sie in den ersten Jahren von äußerer Hilfe abhängig, die besonders von der Fürstin-Mutter Caroline in Arnstadt gespendet wurde. Die Einrichtung wurde von Fürst Günther Friedrich Carl als Vorbild für das ganze Land anerkannt. Blumröder war auch publizistisch zu dem Thema tätig.
Blumröder war für den Gelehrtenstand der Oberherrschaft Abgeordneter im ersten Landtag des Fürstentums 1843. Er war liberaler Abgeordneter und gehörte auch den nächsten Landtagen bis 1850 an. Von 1849 bis 1850 war er Landtags-Direktor (Landtagspräsident).

## Schriften
- Die Verwahranstalt für kleine Kinder. Schreck, Leipzig 1840.[11]
- Die Kinderverwahranstalten. In: Allgemeiner Anzeiger und Nationalzeitung der Deutschen vom 25. März 1843, Spalte 1051–1054.
- Kindergärten. In: Allgemeiner Anzeiger und Nationalzeitung der Deutschen vom 27. Juni 1844, Spalte 2241–2243.
- Zwei Pfingstpredigten. Im Jahre 1849 gehalten. Eupel, Sondershausen 1849.[12]